# Anser brachyrhynchus

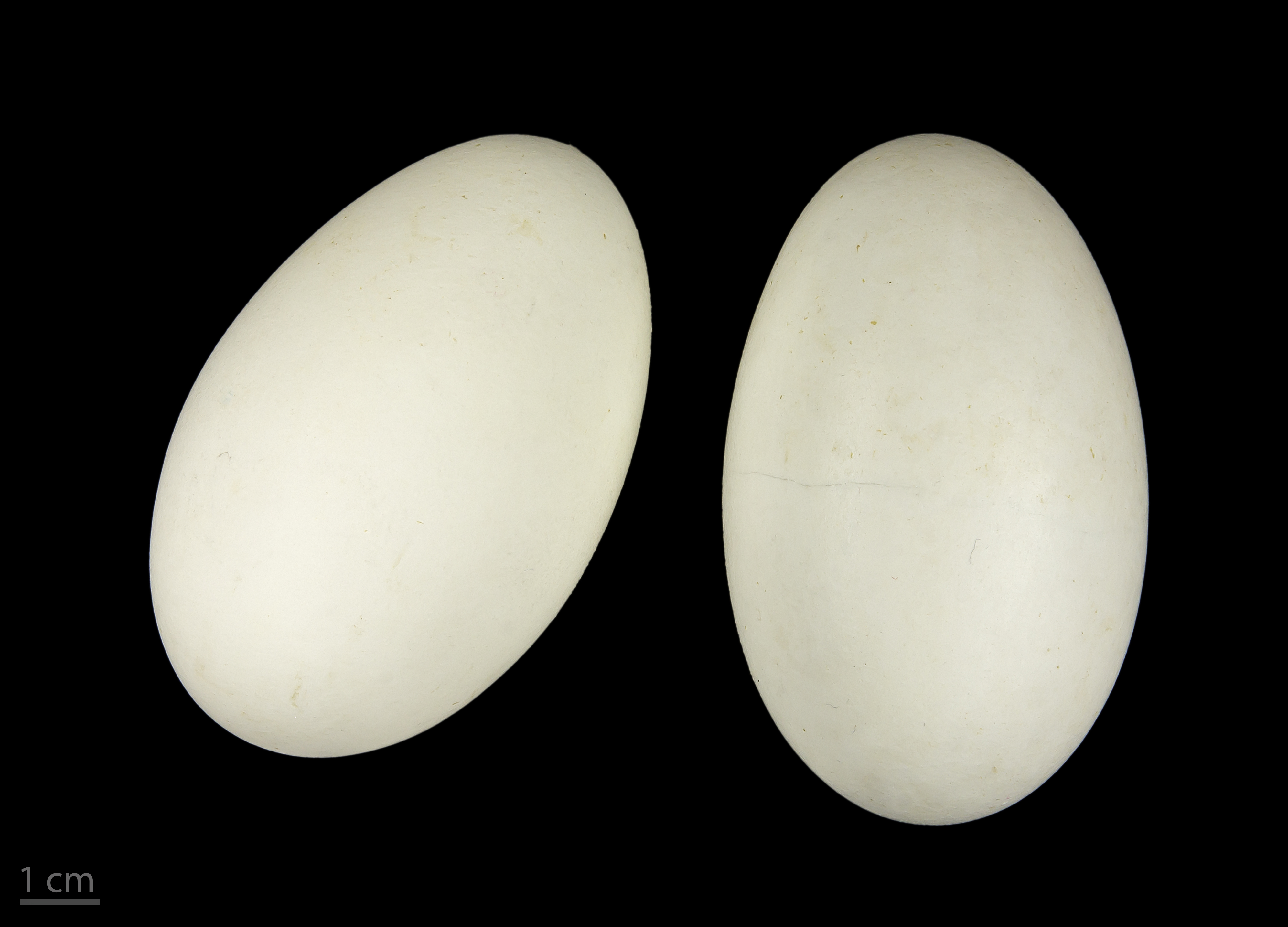
Anser brachyrhynchus - MHNT

El ánsar piquicorto (Anser brachyrhinchus) es una especie de ave de la familia Anatidae. Propia de Europa, cría en Groenlandia e Islandia, aunque, durante el invierno, se desplaza a Gran Bretaña y Países Bajos, concretamente a zona lacustres y estuarios ricos en marjales y pastos. Posee una longitud de aproximadamente 70 cm y una envergadura de 1,4 m, con un peso medio de 2,5 kg.

## Descripción
Se trata de un ánsar con el vientre pardo y las alas gris claras con un bandeado blanco. Las patas de color rosa, son palmenadas. El pico, pequeño, resalta por su color rosado en una cabeza muy oscura, más que el pecho. Su voz es resonante, aguda. Nidifica de junio a julio una sola vez, poniendo de 4 a 6 huevos; dicho nido es rastrero, sobre el suelo de la tundra, y está tapizado por plumón. Se alimenta de hierba, cereales, zanahorias, patatas y partes aéreas de la remolacha.
Sus poblaciones están en continuo aumento, debido a la abundancia de comida. Por ello su estado de conservación es seguro.